# Linkes Wort
Linkes Wort bezeichnet eine jährlich stattfindende Autorenlesung in Wien.
Diese Lesungen werden seit dem Jahr 1975 und damit seit mittlerweile 40 Jahren im Rahmen des Volksstimmefests, eines Presse- und Volksfests der KPÖ, im Wiener Prater durchgeführt. An beiden Tagen des Festes, das stets an einem Wochenende im Spätsommer stattfindet, wird auf einer kleinen Bühne Prosa und Lyrik vorgetragen. Ein Schwerpunkt der präsentierten Gegenwartsliteratur ist die Ausrichtung auf Themen der Arbeitswelt und auf Alltagserfahrungen auf einen kritischen Realismus.

## Geschichte
Diese kulturpolitische Initiative der KPÖ nahm ihren Ausgang beim Kulturpolitischen Forum der KPÖ im Jahre 1974 und fand als AutorInnenlesung erstmals beim Volksstimmefest im Jahr 1975 statt. Diese Konferenz stand im Zeichen der Frage nach dem politischen Verhältnis von Hochkultur und Massenkultur sowie der Frage nach der politisch notwendigen Schaffung eines alternativen und demokratischen Kulturbetriebs. Zahlreiche, in späteren Jahren namhafte Kulturschaffende nahmen an dieser kulturpolitischen Tagung teil. Kulturpolitischer Wegbereiter und Initiator des „Linken Worts“ war Ernst Wimmer, gefolgt von Arthur West und Helmut Rizy. Seit 2008 werden das „Linke Wort“ und die Herausgabe der zugehörigen Anthologie von Roman Gutsch und Christoph Kepplinger organisiert. Viele mittlerweile namhafte Autorinnen und Autoren machten bei dieser Lesereihe ihre ersten Schritte in der literaturinteressierten Öffentlichkeit. Das „Linke Wort“ machte wichtige Strömungen und Autoren der österreichischen Literatur der 1970er, 1980er und 1990er Jahre einer breiteren Öffentlichkeit zugänglich. Hervorzuheben sind unter anderem Peter Turrini, Helmut Zenker und Elfriede Jelinek. In den Jahren ab 2000 waren u. a. Richard Schuberth, Petra Piuk, Gertraud Klemm, Erwin Riess, Sophie Reyer, Eva Schörkhuber, Markus Köhle, Nadine Kegele, Rolf Schwendter, Marlene Streeruwitz und Julian Schutting an den Lesungen beteiligt.

## Autorenliste

### Einzelautoren
Liste laut:
Marwan Abado, Marc Adrian, Christoph Aistleitner, Konnie Aistleitner, Olja Alvir, Gabi Anders, Herbert Arlt, Ljuba Arnautovic, Ruth Aspöck, Elfriede Awadalla, Susanne Ayoub, Fritz Babe, Nadia Baha, Eugen Bartmer, Manfred Bauer, Neda Bei, Dieter Berdel, Edith Beyerer, Josef Beyerl, Gabriel Binder, Georg Biron, Uwe Bolius, Dieter Braeg, Isabella Breier, Nadja Bucher, Franz Buchrieser, Rudolf Burda, Lidio Mosca Bustamante, Manfred Chobot, Peter Clar, Daniela Dahn, Erika Danneberg, Natalie Deewan, Oskar Dichter, Martin Dragosits, Ana Drezga, Andrea Maria Dusl, Peter Edel, Barbara Eder, Stephan Eibel Erzberg, Renate Eibel-Zunigga, Sigrid Faber, Isabella Feimer, Jiaspa Fenzl, Heino Fischer, Katrin Forstner, Bruno Frei, Erich Fried, Friederikeinheim, Mali Fritz, Wolfgang Fritz, Petra Ganglbauer, Karin Gayer, Elfriede Gerstl, Evamaria Glatz, Gerald Grassl, Herbert Groll, Judith Gruber-Rizy, Waltraud Haas, Florian Haderer, Yasmine Hafedh, Christine Haidegger, Ulli Hammer, Elfriede Haslehner, Josef Haslinger, Silke Hassler, Harald Hauser, Philip Hautmann, A. Rahman Hawy, Heide Heide, Wolfgang Hemel, Peter Henisch, Werner Herbst, Fritz Herrmann, Ernst Hinterberger, Alfred Hirschenberger, Max Höfler, Lina Hofstädter, Hubert Höllmüller, Otto Horn, Peter M. Huemer, Hugo Huppert, Josef Hutter, Gabriela Hütter, Karin Jahn, Eva Jancak, Gerhard Jaschke, Gerald Jatzek, Elfriede Jelinek, Nils Jensen, Wolf-Goetz Jurjans, Martin Just, Eugenie Kain, Franz Kain, Herwig Kaiser, Stefan Kalnoky, Axel Karner, Hoppelmann Karottnig, Bernhard Kaute, Nadine Kegele, Krista Kempinger, Marie-Thérèse Kerschbaumer, Erwin Kisser, Gertraud Klemm, Erich Klinger, Magdalena Knapp-Menzel, Herbert Knoll, Ursula Knoll, Peter Köck, Gerhard Kofler, Werner Kofler, Markus Köhle, Otto Köhlmeier, Simon Konttas, Jan Kopolowitz, Angéla Korb, Traude Korosa, Käthe Kratz, Reinhard Kräuter, Raimund Kremlicka, Ernst Kret, Wolfgang Kubiceck, Dario Lagger, Ludwig Laher, Werner Lang, Hilde Langthaler, Rudolf Lasselsberger, Grace Marta Latigo, Herbert Lederer, Erich Ledersberger, Helene Legradi, Jimi Lend, Gregor M. Lepka, Lisa Lercher, Hansjörg Liebscher, Christian Luksch, Anton Mantler, Karin Marinho da Silva, Sigi Maron, Peter Matejka, Manfred Maurer, Gregor Mayer, Mieze Medusa, Dominika Meindl, Verena Mermer, Janko Messner, Felix Mitterer, Kristijan Mocilnik, Gerhard Moser, Gabriele Müller, Erik Neutsch, Günther Noggler, Thomas Northoff, Christine Nöstlinger, Doris Nußbaumer, Fritz Nussböck, Karin Oberkofler, Kurt Obermair, Wolfgang Oertl, Obiora C-Ik Ofoedu, Jani Oswald, Helga Pankratz, Franz Stephan Parteder, Heidi Pataki, Hannes Pavlicek, Martin Peichl, Wilhelm Pellert, Wilhelm Pevny, Amir P. Peyman, Andi Pianka, Walter Pilar, Petra Piuk, Mechthild Podzeit-Lütjen, Gerda Marie Pogoda, Friedrich Polakovics, Ursula Pressler, Kerstin Putz, Veza Quinhones-Hall, Julya Rabinowich, Lisa-Maria Rakowitz, Angelika Reitzer, Elfie Resch, Sophie Reyer, Erwin Riess, Helmut Rizy, Lale Rodgarkia-Dara, Werner Rotter, Wolfgang Rückner, Markus Ruf, Gerhard Ruiss, Barbara Sabitzer, Mladen Savic, Michael Scharang, Franziska Scherz, Eva Scheufler, Christian Schiff, Brigitte Schimmerl, Ariadne Schimmler, Stefan Schmitzer, Hilde Schmölzer, Gustav-Adolf Schneditz, Simone Schönett, Eva Schörkhuber, Dieter Schrage, Helmut Schranz, Christian Schreibmüller, Johannes Schrettle, Richard Schuberth, Julian Schutting, Rolf Schwendter, Herwig Seeböck, Helmut Seethaler, Waltraud Seidlhofer, Michael Springer, Christa Stippinger, Rudi Strahl, Marlene Streeruwitz, Hermann K. Stuppäck, Maya Suranyi, Wilhelm Szabo, Michèle Thoma, Rosmarie Thüminger, Josef Thür, Harry Thürk, Georg Tidl, Michael Tonfeld, Gitta Tonka, Susanne Toth, Günther Tschif-Windisch, Hans Trummer, Benjamin Turecek, Peter Turrini, Heinz Rudolf Unger, Eveline Urban, Günter Vallaster, Irina Valtscheva, Traude Veran, Sebastian Vogt, Johannes A. Vyoral, Hansjörg Waldner, Reinhard Wegerth, Richard Weihs, Sandra Weihs, Kurto Wendt, Renate Welsh, Christine Werner, Arthur West, Karl Wiesinger, Ernst Wimmer, Martina Wittels, Gernot Wolfgruber, Eva Woska-Nimmervoll, Helmut Zenker, Maximilian Zirkowitsch

### Literarische Gruppen
Werkkreis Literatur der Arbeitswelt, Literaturgruppe Narrenfreiheit, Morgenschtean, Satirekollektiv HYDRA

### Anthologien
- In Arbeit. Linkes Wort am Volksstimmefest 2016. Globus Verlag, Wien 2018, ISBN 978-3-9503485-7-6.
- Lebenszeichen. Linkes Wort am Volksstimmefest 2015. Globus Verlag, Wien 2016, ISBN 978-3-9503485-5-2.
- Zeitgeschichten. Linkes Wort am Volksstimmefest 2014. Globus Verlag, Wien 2015, ISBN 978-3-9503485-4-5.
- Ausverkauf. Linkes Wort am Volksstimmefest 2013. Globus Verlag, Wien 2014, ISBN 978-3-9502669-9-3.
- Ihr nennt uns Menschen? Wartet noch damit. Linkes Wort am Volksstimmefest 2012. Globus Verlag, Wien 2013, ISBN 978-3-9502669-8-6.
- Frauen texten – Frauen lesen. Linkes Wort am Volksstimmefest 2011. Globus Verlag, Wien 2012, ISBN 978-3-9502669-5-5.
- Abgeschoben. Rassismusrepublik Österreich. Linkes Wort am Volksstimmefest 2010. Globus Verlag, Wien 2011, ISBN 978-3-9502669-4-8.
- Wir retten ein System! Linkes Wort am Volksstimmefest 2009. Globus Verlag, Wien 2009, ISBN 978-3-9502669-2-4.
- Aus dem Bilanzbuch des 20. Jahrhunderts. Linkes Wort am Volksstimmefest 2008. Globus Verlag, Wien 2008, ISBN 978-3-9502669-0-0.
- friedenstaub. Linkes Wort beim Volksstimmefest 2003. Uhudla Literatur, Wien 2003, ISBN 3-901561-29-3.
- Seien wir realistisch… Linkes Wort am Volksstimmefest 2002. Globus Verlag, Wien 2002, ISBN 3-901421-53-X.
- Hierorts unbekannt. Linkes Wort am Volksstimmefest 2001. Globus Verlag, Wien 2001, ISBN 3-901421-52-1.
- Schubumkehr. Linkes Wort am Volksstimmefest 2000. Globus Verlag, Wien 2000, ISBN 3-901421-50-5.
- Verkehrte Welt. Linkes Wort am Volksstimmefest '99. Globus Verlag, Wien 1999, ISBN 3-901421-49-1.
- Das 'Eigene' und das 'Fremde'. Linkes Wort am Volksstimmefest '98. Globus Verlag, Wien 1998, ISBN 3-85364-222-5.
- Linkes Wort für Österreich. Ein literarisches Mosaik. Globus Verlag, Wien 1985, ISBN 3-85364-161-X.

### Sekundärliteratur
- Ilse Grusch: Das Volksstimmefest. Geschichte eines Wiener Volksfestes. Diplomarbeit. Universität Wien, 2000.

## Nachweise
1. ↑  Autorenliste Linkes Wort (Stand 2018) In: http://www.linkes-wort.at/autor.html